# Anoplistes gobiensis
Anoplistes gobiensis är en skalbaggsart som först beskrevs av Namhaidorzh 1973.  Anoplistes gobiensis ingår i släktet Anoplistes och familjen långhorningar. Inga underarter finns listade i Catalogue of Life.